# Пламен Панайотов (политик)
Вижте пояснителната страница за други личности с името Пламен Панайотов.
Пламен Александров Панайотов е български политик от НДСВ, по-късно от Българска нова демокрация, професор по наказателно право в Юридическия факултет на Софийския университет..

## Биография
Роден е през 1958 г. в Сливен. През 1983 г. завършва право в Софийския държавен университет. От 1985 г. е преподавател по наказателно право. През 1993 г. става доктор с дисертация на тема „Укривателство по наказателния кодекс на Република България“, през 1998 г. – доцент, а през 2012 г. – професор по наказателно право.
През юни 2001 г. е избран за депутат и председател на парламентарната група на НДСВ, а на 17 юли 2003 г. – за вицепремиер в правителството на Симеон Сакскобургготски. През 2007 г. премиерът не го номинира за член на оперативното ръководство на НДСВ. Конгресът на партията отхвърля предложението на делегати Панайотов да бъде избран за член на Политическия съвет. В резултат той и близки до него активисти на НДСВ, сред които Даниел Вълчев, Николай Свинаров, Владимир Дончев, Лидия Шулева и др., оспорват решенията на конгреса и искат провеждането на нов. По предложение на лидера на НДСВ Симеон Сакскобургготски Панайотов е изключен от партията. С него се отделят още депутати и образуват парламентарна група Българска нова демокрация.

### Позиции
В обществените дискусии за промени в Наказателния кодекс през 2018 г. проф. Панайотов изразява мнение, че предлаганите изменения ще криминализират целия граждански оборот.